# 1921年の相撲
1921年の相撲（1921ねんのすもう）は、1921年の相撲関係のできごとについて述べる。
1920年-1921年-1922年

## できごと
- 日本大学相撲部創部。

## 本場所など
- 1月場所（大阪相撲）[1]
  - 興行場所:新世界国技館
  - 1月11日より10日間興行
- 1月場所（東京相撲）[2]
  - 興行場所:両国国技館
  - 1月14日より10日間興行
  - 90対88で西方勝利。旗手は両国梶之助。個人優勝は大錦卯一郎。
- 3月場所（東京大阪合併相撲）[1]
  - 興行場所:新世界国技館
  - 3月4日より10日間興行
- 5月場所（東京相撲）[3]
  - 興行場所:両国国技館
  - 5月13日より10日間興行
  - 104対74で東方勝利。旗手は源氏山大五郎。個人優勝は常ノ花寛市。
- 6月場所（大阪相撲）[4]
  - 興行場所:新世界国技館
  - 6月4日より10日間興行

## その他相撲披露
- 6月より東京相撲有志が渡航、ハワイ興行を行った[4]。
- 11月2日-3日 - 明治神宮奉納相撲[4]

## 誕生
- 1月11日 - 宇佐ノ山英策（最高位：十両9枚目、所属：立浪部屋→双葉山道場→時津風部屋、+ 没年不明）
- 1月15日 - 九州海清（最高位：十両8枚目、所属：出羽海部屋）
- 2月1日 - 九州錦正男（最高位：前頭2枚目、所属：宮城野部屋、+ 1972年【昭和47年】）[5]
- 3月4日 - 甲斐ノ山福人（最高位：前頭10枚目、所属：錦島部屋）[6]
- 3月12日 - 竹旺山友久（最高位：前頭16枚目、所属：山分部屋、+ 1977年【昭和52年】）[7]
- 5月5日 - 大達信太郎（最高位：十両8枚目、所属：高砂部屋、+ 1981年【昭和56年】）
- 5月30日 - 小坂川健三郎（最高位：前頭17枚目、所属：春日山部屋→立浪部屋）[8]
- 8月7日 - 二瀬山勝語（最高位：前頭2枚目、所属：朝日山部屋、+ 1975年【昭和50年】）[9]
- 10月19日 - 神風正一（最高位：関脇、所属：二所ノ関部屋、+ 1990年【平成2年】）[10]
- 10月28日 - 東富士欽壹（第40代横綱、所属：富士ヶ根部屋→高砂部屋、+ 1973年【昭和48年】）[11]
- 12月10日 - 平ノ戸千代蔵（最高位：前頭17枚目、所属：出羽海部屋）[12]

## 死去
- 7月26日 - 谷ノ音喜市（最高位：関脇、所属：雷部屋、年寄：高嶋、* 1867年【慶応3年】）